# Sansevieria humiflora
Sansevieria humiflora är en sparrisväxtart som beskrevs av D.J.Richards. Sansevieria humiflora ingår i släktet bajonettliljor, och familjen sparrisväxter. Inga underarter finns listade i Catalogue of Life.

## Bildgalleri

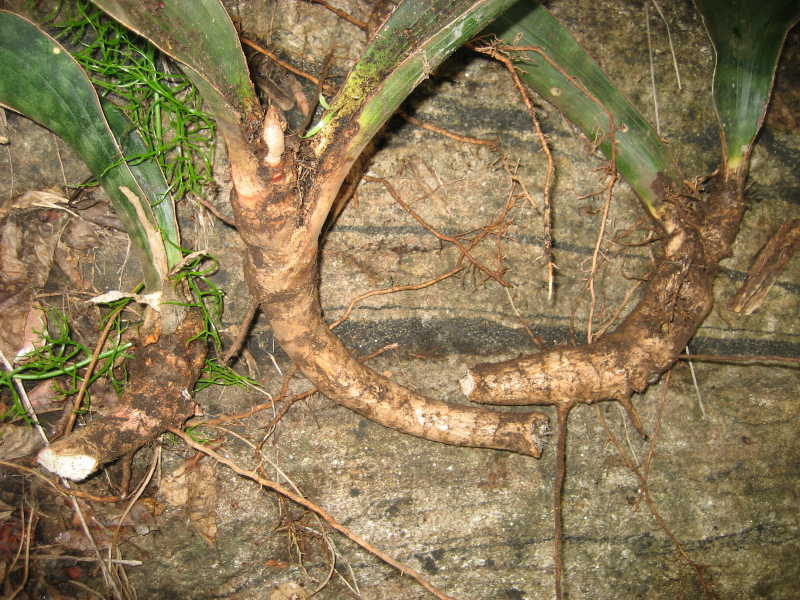